# Tizenkét szék (regény)
A Tizenkét szék Ilja Ilf és Jevgenyij Petrov 1928-ban megjelent szatirikus regénye. Főhőse, Osztap Bender, aki megjelenik a szerzőpáros Aranyborjú című művében is.

## Történet
A Tizenkét szék kalandregény, melyben egy bútorgarnitúra egyik darabjába rejtett drágakövek után folyik a hajsza. Kincsvadászat, amelyet Ippolit Matvejevics indít megboldogult anyósa, Klavgyija Ivanovna székei után, amelyek valamelyike a családi briliánsokat rejti. Vele párhuzamosan Fjodor atya is keresi a székeket. Ippolit Matvejevicsnek azonban segítsége is akad a „Nagy Kombinátor”, Osztap Bender személyében, aki 50% részesedés fejében minden ravaszságát a keresés szolgálatába állítja. Az epizódfigurák többsége fogalommá vált (Emberevő Ellocska, a Nagy Kombinátor, Kard és Sas Szövetsége), a nyelvi leleményeik szintén szállóigévé lettek.
Az ég már lángolt a világító reklámoktól, amikor a város utcáin egy fehér lovat vezettek végig. Ez volt az egyetlen ló, amely a vaszjuki szállítási eszközök gépiesítése után megmaradt. Külön rendelettel Huszár névre keresztelték át, jóllehet kanca volt egész életében.

## Feldolgozások
- Двенадцать стульев (1933), r. Мартин Фрич и Михал Вашинский – rendező: Martin Frics és Mihal Vasinszkij
- 12 стульев (1966), tévéfilm, r. Александр Белинский – rendező: Alekszandr Belinszkij
- Tizenkét szék, rendező: Mel Brooks
- 12 стульев (1971), r. Леонид Гайдай – rendező: Leonyid Gajdaj
- 12 стульев (1976), r. Марк Захаров – tévéfilm – rendező: Mark Zaharov
- Двенадцать стульев (2005), r. Максим Паперник – filmmusical Dunajevszkij zenéjével, rendező: Makszim Papernyik

## Érdekességek
Az idehaza először 1935-ben megjelent regény alapötletét, ti. "hajsza nagy értékű javak után, sok hasonló tárgyba rejtve" Rejtő Jenő is átvette 1939-es A szőke ciklon c. regényében. (Ahol székek helyett Buddha-szobrok szerepelnek, melyek egyikében egy hatalmas gyémánt lapul.)

## Magyarul
- 12 szék. Regény; ford. Gellért Hugó; Nyugat, Bp., 1935
- Tizenkét szék. Regény; ford. Gellért Hugó, utószó Radványi Ervin; Európa, Bp., 1958
- Tizenkét szék; ford. Gellért Hugó, utószó Domokos Mátyás; Európa, Bp., 1963 (Milliók könyve)